# The Bubble (30 Rock)
"The Ones" é o 15.° episódio da terceira temporada da série de televisão de comédia de situação norte-americana 30 Rock, e o 51.° da série em geral. O seu argumento foi escrito pela produtora executiva Tina Fey e foi realizado por Tricia Brock. A sua transmissão nos Estados Unidos ocorreu na noite de 19 de Março de 2009 através da rede de televisão National Broadcasting Company (NBC). Dentre as estrelas convidadas para o episódio, estão inclusas Jon Hamm, Bobb'e J. Thompson, e Godfrey. A apresentadora de televisão Meredith Vieira, o desenhador de moda Calvin Klein, assim como o estilista de cabelo Richard F. Esposito também participaram do episódio desempenhando versões fictícias de si mesmos.
No episódio, Liz descobre que o Dr. Drew Baird (Hamm), seu novo namorado, vive em uma "bolha" por causa da sua boa aparência e nunca experienciou muitos dos fenómenos desagradáveis da vida, e sente-se desconfortável ao juntar-se a ele na "bolha." Ao mesmo tempo, Tracy Jordan (Tracy Morgan) decide desistir do The Girlie Show with Tracy Jordan (TGS) ao invés de negociar um novo contrato com a NBC, como resultado de ser informado pelo executivo Jack Donaghy (Alec Baldwin) que ele já não precisa mais do dinheiro. Entretanto, Jenna Maroney (Jane Krakowski) tenta cortar o cabelo para atrair publicidade e atenção.
Em geral, embora não universalmente, "The Bubble" foi recebido com aclamação pelos críticos especialistas em televisão do horário nobre, com a maioria dos enaltecimentos sendo direccionados ao desempenho de Hamm, embora um analista tenha condenado o desfecho da sua personagem. Mesmo assim, Hamm e Jack McBrayer receberam nomeações na 61.ª cerimónia anual dos Prémios Emmy do horário nobre. Vários periódicos destacaram "The Bubble" em listas dos melhores episódios de 30 Rock, inclusive o portal IndieWire. Porém, houve julgamentos negativos acerca da trama de Jenna, que não se encaixou com o resto do enredo. Em Outubro de 2014, com uma abrangência maior das alegações de abuso sexual contra o comediante Bill Cosby, "The Bubble" ganhou nova repercussão na mídia por uma referência a essas alegações.
De acordo com as estatísticas publicadas pelo serviço de mediação de audiências da Nielsen Media Research, o episódio foi assistido em uma média de 7,10 milhões de domicílios norte-americanos durante sua transmissão original, uma melhoria de onze por cento em número total de telespectadores em relação a episódio transmitido na semana anterior, e recebeu a classificação de 3,2 e oito de share no perfil demográfico dos telespectadores na faixa dos dezoito aos 49 anos.

## Produção
"The Bubble" é o 15.° episódio da terceira temporada de 30 Rock. O seu argumento foi escrito por Tina Fey — criadora, showrunner, produtora executiva, argumentista-chefe e actriz principal em 30 Rock — e foi realizado por Tricia Brock. Para Fey, foi a sua 16.ª vez a receber crédito por um guião para a série, enquanto para Brock, foi o primeiro episódio no qual foi creditada como realizadora.
O papel do Dr. Drew Baird foi introduzido pela primeira vez em "Generalissimo." Em entrevista ao tablóide digital Entertainment Weekly, Fey relatou que desenhou a personagem com o actor Jon Hamm em mente, mas não acreditou que realmente conseguiria trazê-lo à série e duvidou do talento cómico dele. Hamm havia originalmente feito uma audição para o papel de Jack Donaghy em 30 Rock, mas este foi oferecido a Alec Baldwin, uma escolha pessoal de Fey. Hamm foi convidado a apresentar o episódio do programa de televisão humorístico Saturday Night Live (SNL) na noite de 25 de Outubro de 2008. Foi naquela oportunidade que Lorne Michaels, produtor executivo tanto do SNL como de 30 Rock, abordou o actor sobre uma participação no programa de Fey. Naquele momento, Hamm em hiato de filmagens para Mad Men (2007), série de televisão transmitida pela AMC na qual ele estrelava, então concordou imediatamente. A notícia da sua participação em três episódios da terceira temporada de 30 Rock foi anunciada pela imprensa em Dezembro de 2008. Ele voltaria a desempenhar o Dr. Baird mais uma vez em "St. Valentine's Day," e "The Bubble" seria a sua aparicão final na terceira temporada. Porém, Hamm voltou a aparecer em episódios das temporadas subsequentes do seriado. Todas as cenas de Liz e Drew para "The Bubble" foram filmadas a 15 de Janeiro de 2009 no Upper West Side na Cidade de Nova Iorque.
O estilista Calvin Klein fez uma breve participação especial neste episódio representando uma versão fictícia de si mesmo. Klein é o pai de Marci Klein, produtora executiva de 30 Rock; a sua cena foi filmada a 22 de Janeiro de 2009 na entrada dos Estúdios da NBC, Cidade de Nova Iorque. "The Bubble" marcou a segunda aparição do actor Bobb'e J. Thompson em 30 Rock interpretando Tracy, Jr., filho de Tracy Jordan. Para o actor, é a sua segunda vez a interpretar o papel de filho de uma personagem desempenhada por Tracy Morgan, tendo ele dado vida a Jimmy no seriado The Tracy Morgan Show em 2003. Thompson fez a sua estreia em "Gavin Volure" e apenas voltaria a participar em 30 Rock na quarta temporada. Outra participação especial em "The Bubble" foi a de Meredith Vieira, co-apresentadora do The Today Show que apareceu pela terceira vez no seriado. As suas aparições anteriores foram em "Greenzo" e "Larry King." O comediante Godfrey e a actriz Catherine Curtin também fizeram breves aparições no episódio, respectivamente como o contabilista Rick e uma empregada de mesa. Richard F. Esposito, director do departamento de cabelo de 30 Rock, fez uma pequena participação interpretando uma versão fictícia de si mesmo. Porém, embora o nome do actor Keith Powell tenha sido listado durante a sequência de créditos finais, ele não interpretou a sua personagem James "Toofer" Spurlock neste episódio.
O actor e comediante Judah Friedlander, intérprete da personagem Frank Rossitano em 30 Rock, é conhecido pelos seus bonés de camioneiro de marca registada que usa dentro e fora da personagem Frank. Os chapéus normalmente apresentam palavras ou frases curtas estampadas neles. Friedlander afirmou que ele próprio é quem faz os acessórios. Revelou também que "alguns deles são brincadeiras íntimas, e alguns são simplesmente piadas." A ideia veio do persona de Friedlander nas suas apresentações de comédia stand up, nas quais os objectos de adorno estão todos estampados com a escrita "campeão mundial" em línguas e aparências diferentes. Em "The Bubble," Frank usa um boné que lê "Drapes."

## Enredo
Liz Lemon (Tina Fey) apercebe-se que o seu novo namorado Drew Baird (Jon Hamm) é tratado de forma especial por causa da sua boa aparência, evidenciado por actos como um polícia de trânsito a rasgar uma multa para Drew e o estilista Calvin Klein a oferecer-lhe um emprego como modelo de roupas íntimas. Liz leva esta observação ao seu chefe Jack Donaghy (Alec Baldwin), que informa-a sobre a "bolha" na qual Drew vive. Jack aconselha a sua amiga a permanecer com Drew e aproveitar as vantagens da bolha, mas Liz constata que viver na bolha privou Drew de algumas habilidades essenciais. Ao notar que, apesar de ser um médico, Drew não sabe proceder a manobra de Heimlich, e não sabe jogar ténis, apesar de ter trabalhado como treinador do desporto, Liz decide que deve deixar Drew e terminar o relacionamento.
Enquanto isso, nos estúdios da NBC, Jack decide abordar o assunto da renovação do contrato de Tracy Jordan (Tracy Morgan) com cuidado, pois o actor não necessita do dinheiro que ganha pelo seu trabalho no programa, embora não tenha conhecimento disso. Jack faz menção a esse aspecto chocante para Tracy, que desiste do TGS. Isto leva Jack a procurar maneiras de trazê-lo de volta, depois de ouvir as reclamações dos filhos de Tracy, Tracy Jr. (Bobb'e J. Thompson) e George Foreman (Jalani McNair). Ao tomar conhecimento que Tracy ainda mantém contato com o estagiário Kenneth Parcell (Jack McBrayer), Jack decide usar o relacionamento deles como a estratégia para trazer Tracy de volta ao TGS. Então, ordena que Kenneth rompa todo o seu contacto com o actor, no entanto, esse plano colapsa por causa da força da amizade do estagiário com o actor. Vendo a oportunidade, Jack despede Kenneth sob o pretexto de que os seus principais deveres eram atender Tracy, que já não trabalha mais para a NBC. Não querendo que Kenneth perca o emprego, Tracy concorda em retornar com a estipulação de que o estagiário mantenha o seu emprego.
Ao mesmo tempo, Jenna Maroney (Jane Krakowski) decide cortar o seu cabelo em prol de uma instituição de caridade como um golpe publicitário. Na sua aparição no The Today Show, no qual o seu corte de cabelo será transmitido ao vivo, a apresentadora Meredith Vieira pergunta acerca da sua opinião sobre a notícia de Tracy ter desistido do TGS. Ao saber disso, Jenna desiste abruptamente do corte de cabelo e cria um caos no estúdio do The Today Show.

## Referências culturais

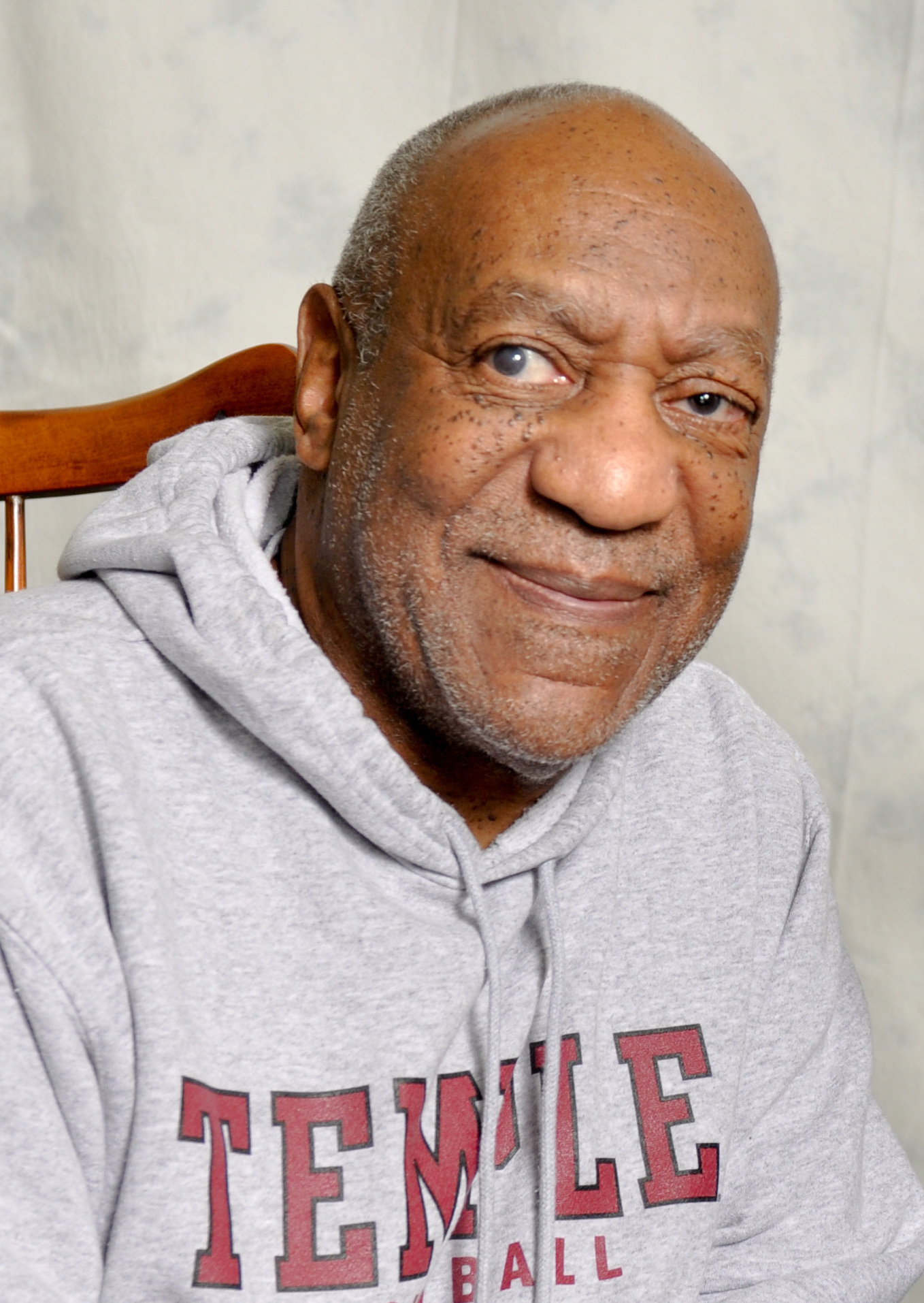
"The Bubble" fez referência a alegações de abuso sexual contra Bill Cosby, tendo ganho nova repercussão na mídia em Outubro de 2014.